# Baufre
Baufre byl možná synem faraona Chufua ze 4. dynastie. Je známý z příběhu z Papyru Westcar a nápisu ve Vádí Hammámat. Není archeologicky doložen, jeho existence je sporná.

## Identita
Je možné, že je totožný s Horbaefem, Babaefem I. nebo Bicherisem.

### Baufre ve Vádí Hammámat
V nápisu z Vádí Hammámat je jméno Baufre psáno v královské kartuši. Je možné, že byl uctíván jako místní patronát důlních dělníků. Podobný jev lze pozorovat u prince Hordžedefa, jehož jméno je také chybně zapsáno v kartuši, přestože je archeologicky potvrzen jen jako „syn krále“.
Baufrovo jméno se objevuje jako poslední jméno v seznamu jmenujícím krále Chufua, Radžedefa, Rachefa a Hardžedefa. Egyptologové, jako je Donald B. Redford, věří, že to je založeno na nedorozumění, které vzniklo na začátku Nové říše. Egypťané si možná mysleli, že po Chufuovi vládli všichni jeho synové a vnuci, protože všichni králové do Šepseskafa byli ve skutečnosti syny, vnuky nebo pravnuky faraona Chufua. K této řadě nástupců pak byli mylně připisováni i Baufre a Hordžedef.

### Baufre v Papyru Westcar
Baufre se objevuje v Papyru Westcar. Jeho jméno je zde uvedeno bez královské kartuše. V příbězích baví svého otce Chufua jeho synové vyprávěním příběhů o kouzlech a zázracích, kterých byli svědky Chufuovi předkové Džoser, Nebka a Snoferu. Baufre je zde vypravěčem třetího příběhu.
Baufre vypráví příběh o svém dědovi Snofruovi, otci Chufua. Snoferu se jednoho dne nudil, a tak mu jeho kněz Džadžaemanch říká, že by měl nechat povolat krásné ženy, aby veslovaly po královském jezeře. Při veslování cestu přerušuje dívka, které spadl vzácný amulet do vody. Džadžaemanch následně zachrání amulet pomocí kouzla. Sneferu je Džadžaemanchovi vděčný a velkoryse ho odmění.

## Možná hrobka
Někdy je mu připisována Dvojitá mastaba G 7310-7320 na Východním poli v Gíze. Ale jiní tuto hrobku připisují princi Babaefovi I.